# ホワイトフィッシュ駅
ホワイトフィッシュ駅（英語:  Whitefish station）はアメリカ合衆国モンタナ州ホワイトフィッシュ デポ・ストリート500にある駅。 全米各地を結ぶ旅客鉄道のアムトラックが乗り入れている。

## 概要
グレート・ノーザン鉄道は、1928年に現在の駅舎を建設した。同時代の近隣のグレイシャー国立公園のリゾートホテルを連想させるアルパインスタイルで設計された。1980年代にバーリントン・ノーザン鉄道は駅舎を解体することを決定したが、1990年にスタンプタウン歴史協会は所有権移転のため鉄道会社に接近し、駅舎改修のための費用を拠出した。2002年に国家歴史登録財に登録された。

## 利用可能な鉄道路線／列車
アムトラックの停車する列車は下記の通り。
シカゴとシアトル / ポートランド間の夜行長距離列車エンパイア・ビルダー … 1往復/日 発着
※当駅にはシカゴ - シアトル間、シカゴ - ポートランド間の編成とも停車。ワシントン州のスポケーン駅にて連結および切り離しを行う。